# Diósd
Diósd é uma cidade da Hungria, situada no condado de Peste. Tem 5,75 km² de área e sua população em 2019 foi estimada em 10.518 habitantes.